# Alchemy Records (États-Unis)
Pour les articles homonymes, voir Alchemy Records.
Alchemy Records était un label indépendant de la Région urbaine de San Francisco, fondé par Mark Deutrom et Victor Hayden.

## Discographie partielle
- 1985 - Clown Alley - Circus of Chaos (VM101)
- 1986 - The Grim - Face of Betrayal (VM???)
- 1986 - Sacrilege B.C. - Party With God (VM???)
- 1987 - Melvins - Gluey Porch Treatments (VM102)
- 1987 - Rich Kids on LSD - Rock 'n' Roll Nightmare (VM???) (Réédité chez Epitaph)
- 1987 - Neurosis - Pain of Mind (VM105)
- 1987 - Poison Idea - War All The Time (VM106)
- 1988 - Spiderworks - Self titled (VM???)
- 1988 - Sacrilege B.C. - Too Cool to Pray (VM???)
- 1989 - Paranoia - Many Faces of Paranoia (VM???)
- 1989 - Virulence - If This Isn't a Dream... (ALCHEMY 003 LP)
- 1989 - Guillotine - Bring Down the Curtain (VM???)

## Source
- (en) Cet article est partiellement ou en totalité issu de l’article de Wikipédia en anglais intitulé « Alchemy Records (U.S.) » (voir la liste des auteurs).